# Шагонар (річка)
Шагонар — річка в Республіці Тива, Росія. Притока Єнісею, за 3348 км від його гирла. Загальна довжина 73 км, площа водозбірного басейну 1660 км². Річка замерзає у жовтні і залишається вкрита льодом до травня. Живлення відбувається здебільшого через танення снігів і за рахунок літніх дощів.
У річці водяться щука, окунь, йорж, плітка, налим.